# Jordanie aux Jeux olympiques d'été de 2016
La Jordanie participe aux Jeux olympiques d'été de 2016 à Rio de Janeiro, au Brésil. Il s'agit de sa 10e participation aux Jeux olympiques d'été.

## Athlétisme

### Homme
| Athlètes          | Compétitions | Série | Série | Demi-Finales | Demi-Finales | Finale  | Finale |
| ----------------- | ------------ | ----- | ----- | ------------ | ------------ | ------- | ------ |
| Athlètes          | Compétitions | Temps | Rang  | Temps        | Rang         | Temps   | Rang   |
| Methkal Abu Drais | Marathon     | NC    | NC    | NC           | NC           | 2:46:18 | 140e   |
|                   |              |       |       |              |              |         |        |